# Johnny Bruck
Pour les articles homonymes, voir Bruck.
Johannes Herbert Bruck, dit Johnny Bruck, (né le 22 mars 1921 à Halle/Saale; décédé le 6 octobre 1995) est un illustrateur allemand.
Après un apprentissage de photolithographe, il travaille comme journaliste entre autres au journal Die Welt (Le Monde) et comme illustrateur.
De 1961 jusqu'à sa mort, il dessina les 1797 couvertures des numéros de Perry Rhodan ainsi que 218 couvertures pour les livres de poches du même cycle.